# 오만한 장군
오만한 장군(중국어 간체자: 骄傲的将军, 정체자: 驕傲的將军, 병음: Jiāo'ào de Jiāngjūn, 영어: The Proud General)은 상하이 애니메이션 영화 스튜디오에서 애니메이터 터웨이가 지휘하는 중국 애니메이션 특집 작품이다.

## 구성
군사 작전에서 승리한 후 장군은 영광과 번영을 누리며 본국으로 돌아간다. 왕은 그에게 보상하고 모든 적들이 장군에 의해 위협받을 것이라고 주장한다. 그 이후로 장군은 더 이상 무술을 수행하지 않는다. 먹고 마시고 화려한 삶을 살며 더 이상 무기를 갈는 데 신경 쓰지 않는다. 어느 날 적이 돌아오면 그 자신의 오만함으로 인해 패배하게 되고 결국에는 나라 전체가 몰락하게 된다.

## 제작
이 영화는 캐릭터 디자인, 움직임, 스토리텔링 측면에서 디즈니의 영향을 많이 받았다. 음악은 경극에서 파생되었다. 의상, 건축물, 소품에는 중국 문화의 영향이 강하게 느껴진다.

## DVD
이 영화는 중국 고전 애니메이션 터웨이 컬렉션 세트의 일부로 다시 개봉되었다. 오만한 장군에는 영어 자막이 있다.